# Cyanea (méduse)
Pour le genre de plante, voir Cyanea (fleur).
Genre
Cyanea (les cyanées en français) est un genre de grandes méduses de la famille éponyme des Cyaneidae.

## Étymologie
Cyanea est un qualificatif latin appliqué par les explorateurs du XVIIIe siècle aux nouvelles espèces découvertes présentant des reflets bleutés.

## Liste des espèces
Selon World Register of Marine Species (14 décembre 2020) :
- Cyanea annasethe (Haeckel, 1880)

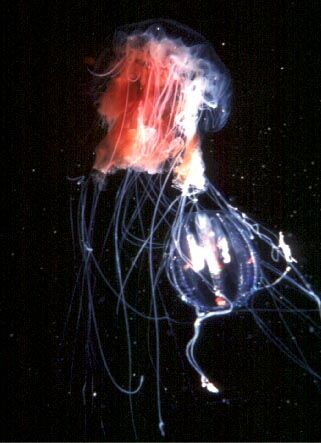
Cyanea capillata capturant un cténophore (Pleurobrachia pileus)

- Cyanea annaskala von Lendenfeld, 1882
- Cyanea barkeri Gershwin, Zeidler & Davie, 2010
- Cyanea buitendijki Stiasny, 1919
- Cyanea capillata (Linnaeus, 1758)
- Cyanea citrae Kishinouye, 1910
- Cyanea ferruginea Eschscholtz, 1929
- Cyanea fulva Agassiz, 1862
- Cyanea lamarckii Péron & Lesueur, 1810
- Cyanea mjobergi Stiasny, 1921
- Cyanea muellerianthe Haacke, 1887
- Cyanea nozakii Kishinouye, 1891
- Cyanea postelsi Brandt, 1835
- Cyanea purpurea Kishinouye, 1910
- Cyanea rosea Quoy & Gaimard, 1824
- Cyanea tzetlinii Kolbasova & Neretina, 2015
- Cyanea versicolor  Agassiz, 1862

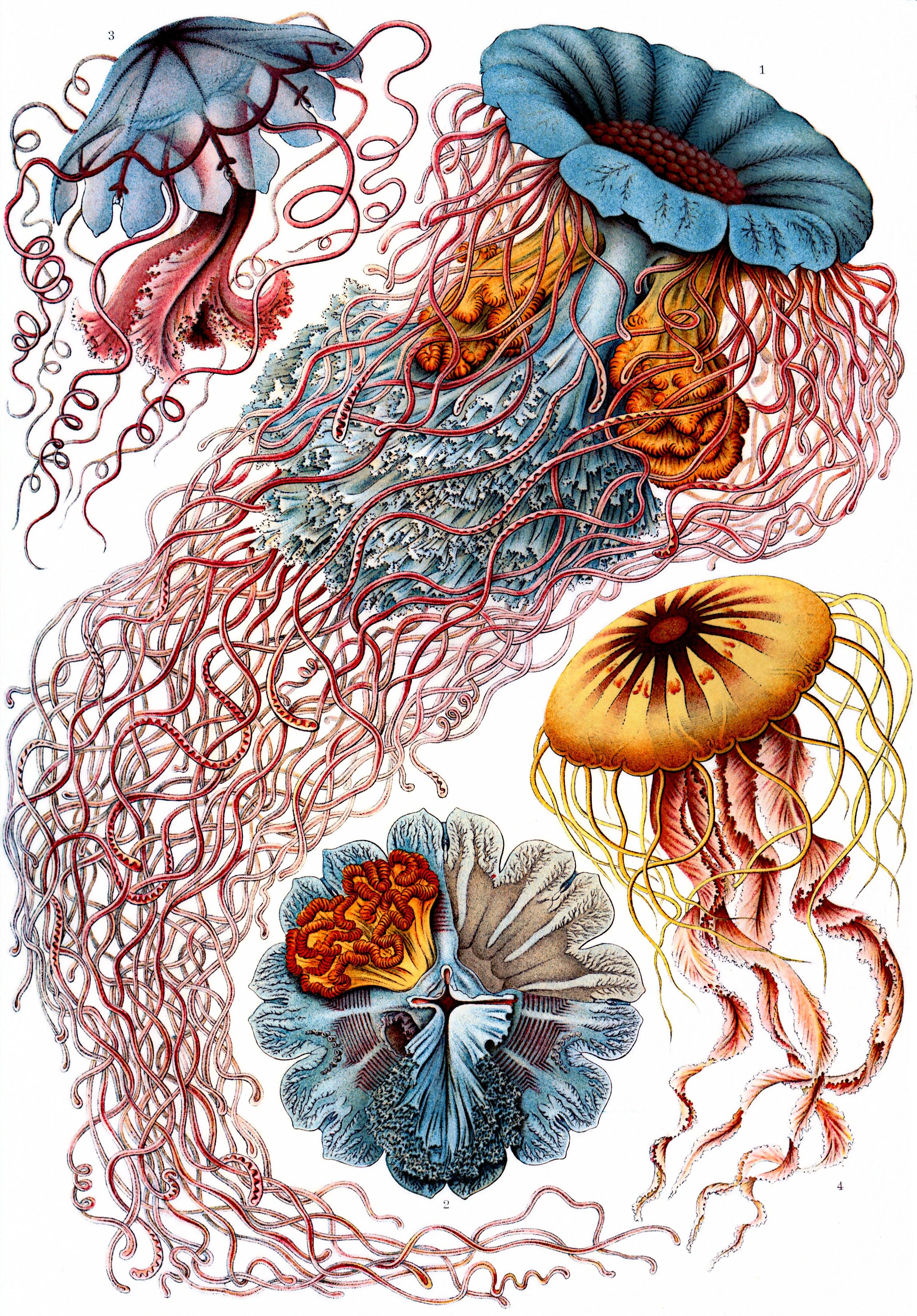
Cyanea annasethe (au centre)
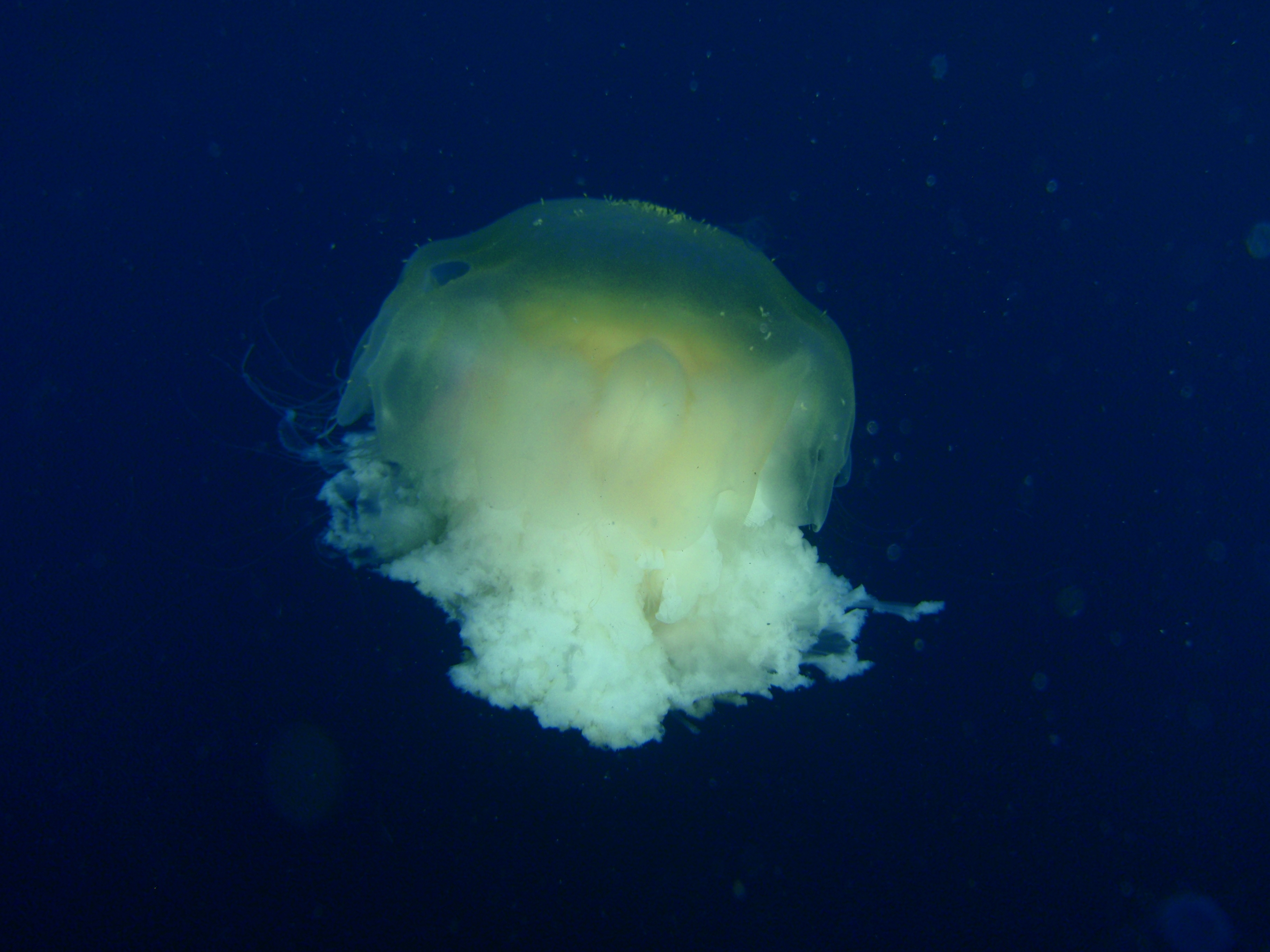
Cyanea annaskala
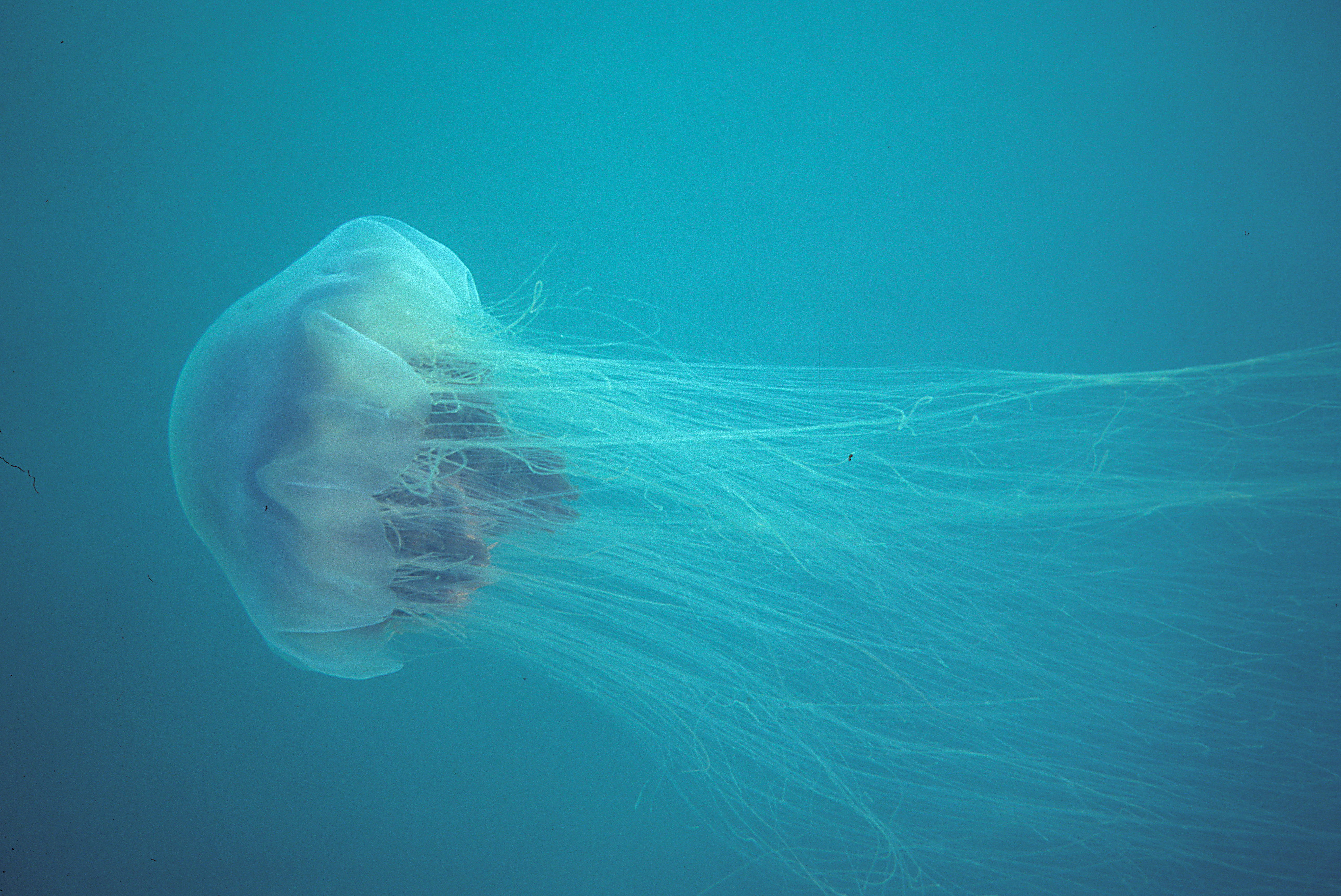
Cyanea capillata
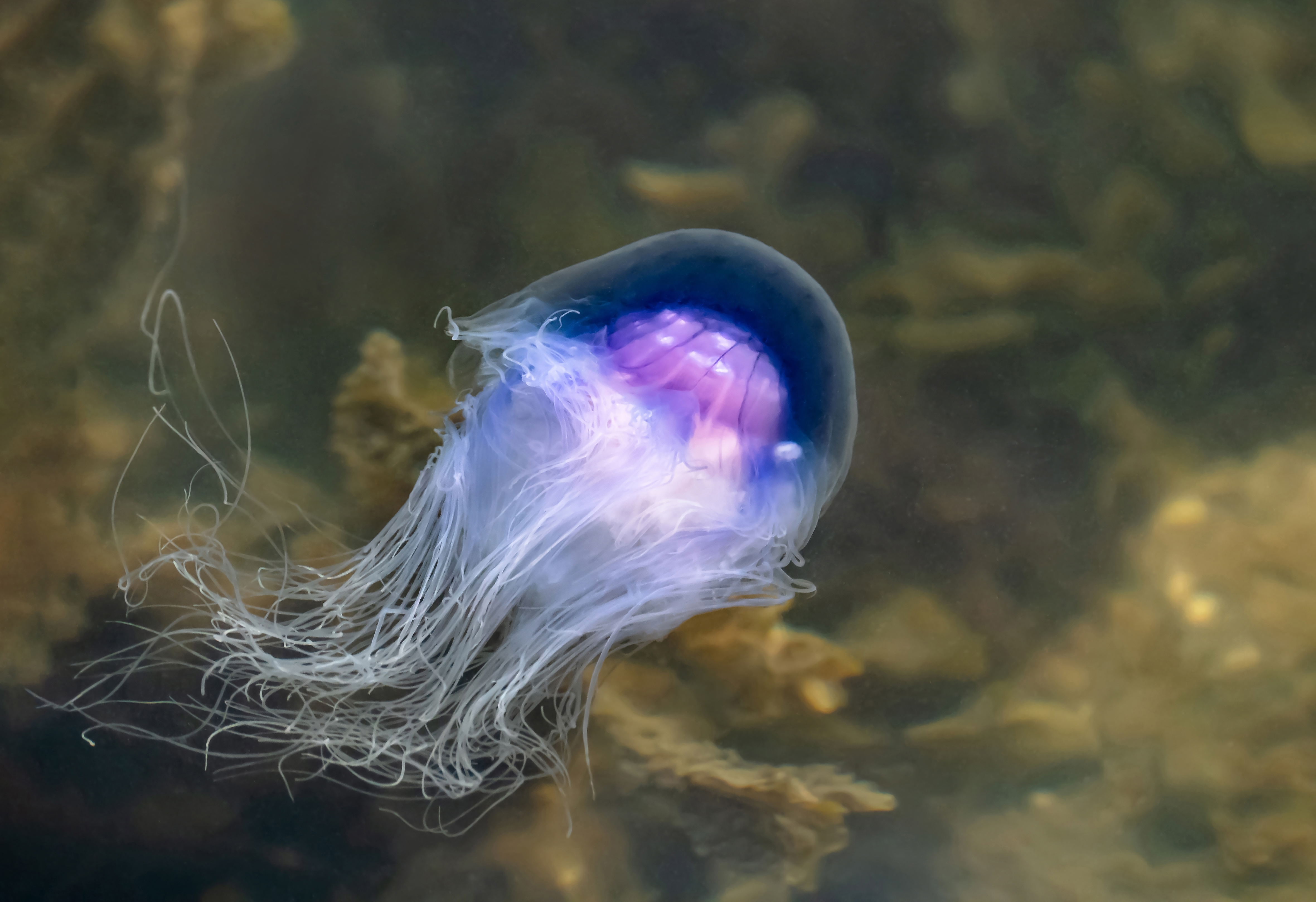
Cyanea lamarckii

## Particularités
- Cyanea capillata, la méduse à crinière de lion, l’une des plus grandes méduses au monde : son diamètre peut atteindre 2,50 m, et ses tentacules peuvent mesurer 40 m de long.